# فریدریش هایلر
فریدریش هایلر (به آلمانی: Friedrich Heiler) (زاده ۳۰ ژانویه ۱۸۹۲ - درگذشته ۱۸ آوریل ۱۹۶۷) الهی‌دان آلمانی و تاریخ‌نگار دین است که به دلیل آثارش در زمینه نیایش شهرت دارد.